# 宇佐美灊水
宇佐美 灊水（うさみ しんすい、宝永7年1月23日（1710年2月21日） - 安永5年8月9日（1776年9月21日））は、江戸時代中期の儒学者。諱は恵。字は子迪。通称は恵助。号は灊水。宇佐美習翁の子。

## 経歴
上総国夷隅郡長者町（現 千葉県いすみ市）出身。「夷隅」は「夷灊」とも表記され、夷隅川のことを「灊水」と称したことからこれを号にしたと言われている。
学問を愛好した父親の影響を受け、17歳の時に江戸に出て荻生徂徠の門人となる。ところが、3年後に徂徠が没したため、太宰春台・大内熊耳・板倉帆邱ら同門の先輩・友人らの指導を受けて研究を進めた。徂徠晩年の門人であったが、その遺著の刊行に尽力するところが大きく、門人たちの間でも重んじられた。一度板倉帆邱を連れて上総に帰国し、後に江戸に再び出て塾を開いた。上総時代、徂徠の弟の荻生北渓が山井崑崙の遺著である『七経孟子攷文』の校訂を行った際にこれを助けている。
寛延元年（1748年）以後、松江藩に仕えて江戸藩邸にて世子の教育を掌った。明和3年（1766年）に『輔儲論』を著し、世子教育のあり方について論じている。その他の著書としては『聖教類語和解』・『社倉考』・『事務談』などが知られ、門人に海保青陵がいる。
息子がいたが才能に恵まれず一度は片山兼山を養子としたが、兼山が徂徠の学説を批判したことからこれを追って、自分の甥を改めて養子とした（兼山は後に折衷学派の祖の1人とされた）。
安永5年（1776年）に67歳で没し、墓所は東京都新宿区の戒行寺にある。